# Leipoa ocellata
El talégalo leipoa, faisán australiano o megápodo ocelado (Leipoa ocellata) es una especie de ave galliforme de la familia Megapodiidae, el único representante vivo del género Leipoa. Es endémica de Australia. Esta especie es el ave que construye el nido de mayor tamaño entre todas las existentes. No se conocen subespecies.
Las aves son tímidas, cautelosas y solitarias que usualmente vuelan solo para escapar del peligro o para alcanzar un árbol para posarse. Aunque son muy activas, rara vez ya que se quedan quietas si se las molesta, confiando en su plumaje críptico para camuflarse, o bien desvanecerse en silencio y rápidamente en la maleza (volando solo si son sorprendidos o perseguidos). Tienen muchas tácticas para huir de los depredadores.

## Reproducción
Las parejas ocupan un territorio, pero generalmente se posan y se alimentan aparte; su comportamiento social es suficiente para permitir el apareamiento regular durante la temporada y poco más.
En invierno, el macho selecciona un área de terreno, generalmente un espacio pequeño y abierto entre los árboles atrofiados del mallee, y raspa una depresión de unos 3 m (9.8 pies) de ancho y un poco menos de 1 m (3.3 ft) de profundidad en la arena. Suelo rastrillando hacia atrás con los pies. A fines del invierno y comienzos de la primavera, comienza a recolectar material orgánico para rellenarlo, raspando palos, hojas y corteza en hileras de hasta 50 m (160 pies) alrededor del agujero, y construyéndolo en un montículo nido, que generalmente se eleva a unos 0,6 m (2,0 pies) sobre el nivel del suelo. La cantidad de basura en el montículo varía; puede ser casi completamente material orgánico, principalmente arena, o cualquier proporción intermedia.
Después de la lluvia, gira y mezcla el material para fomentar la descomposición y, si las condiciones lo permiten, cava una cámara de huevos en agosto (el último mes del invierno austral). La hembra a veces ayuda con la excavación de la cámara de huevos, y el tiempo varía con la temperatura y la lluvia. La hembra usualmente descansa entre septiembre y febrero, siempre que haya suficiente lluvia para comenzar la descomposición orgánica de la basura. El macho continúa manteniendo el montículo nido, agregando gradualmente más tierra a la mezcla a medida que se acerca el verano (probablemente para regular la temperatura).

## Nido
Los machos generalmente construyen su primer montículo (o toman uno existente) en su cuarto año, pero tienden a no lograr una estructura tan impresionante como las aves más viejas. Se cree que se aparean de por vida, y aunque los machos permanecen cerca para defender los nidos durante nueve meses del año, pueden vagar en otras ocasiones, no siempre regresando al mismo territorio después.
La hembra pone un nudo de dos o tres a más de 30 huevos grandes de cáscara delgada, en su mayoría alrededor de 15; por lo general alrededor de una semana de diferencia. Cada huevo pesa aproximadamente el 10 % del peso corporal de la hembra, y durante una temporada, comúnmente pone el 250 % de su propio peso. El tamaño del embrague varía mucho entre las aves y con la lluvia. El tiempo de incubación depende de la temperatura y puede estar entre aproximadamente 50 y casi 100 días.
Las crías usan sus pies fuertes para salir del huevo, luego se recuestan sobre sus espaldas y raspan su camino hacia la superficie, luchan con fuerza durante 5 a 10 minutos para ganar de 3 a 15 cm (1 a 6 pulgadas) a la vez, y luego descansando por una hora más o menos antes de comenzar de nuevo. Alcanzar la superficie tarda entre 2 y 15 horas. Los pollitos saltan del material de nidificación con poca o ninguna advertencia, con los ojos y los picos bien cerrados, luego inmediatamente respiran profundamente y abren los ojos, antes de congelarse por un tiempo de hasta 20 minutos.
Esta sección transversal de un montículo, el talégalo leipoa muestra una capa de arena (de hasta 1 m de espesor) utilizada para el aislamiento, la cámara de huevos y la capa de composta en descomposición. La cámara de huevos se mantiene a una temperatura constante de 33 °C al abrir y cerrar las salidas de aire en la capa de aislamiento, mientras que el calor proviene del compost de abajo.
El polluelo luego emerge rápidamente del agujero y rueda o se tambalea hasta la base del montículo, desapareciendo en el matorral en unos momentos. Dentro de una hora, podrá funcionar razonablemente bien; Puede revolotear por una corta distancia y correr muy rápido en dos horas, y a pesar de no haber crecido aún las plumas de la cola, puede volar fuertemente en un día.
Los polluelos no tienen contacto con adultos u otros polluelos; tienden a eclosionar uno a la vez, y las aves de cualquier edad se ignoran entre sí, excepto por el apareamiento o las disputas territoriales.

## Distribución y hábitat
Ocupa matorral semiárido en las franjas de las áreas relativamente fértiles del sur de Australia, donde ahora se reduce a tres poblaciones separadas: la cuenca Murray-Murrumbidgee, al oeste del Golfo Spencer a lo largo de las franjas del Desierto de Simpson, y la franja semiárida de Fértil suroeste de Australia esquina.